# 하나영
하나영은 대한민국의 가수이다.

## 음반
- 2015년 콩닥 사랑 / 내사랑 오빠